# Чемпионат мира по бобслею и скелетону 2009
59-й чемпионат мира по бобслею и скелетону прошёл с 20 февраля по 1 марта в 2009 году в городе Лейк-Плэсид на Олимпийской санно-бобслейной трассе.

## Бобслей

### Мужчины

#### Соревнование двоек
| Место | Спортсмены                     | Страна    | Итоговый результат |
| ----- | ------------------------------ | --------- | ------------------ |
|       | Иво Рюэгг, Седрик Гран         | Швейцария | 3:42.20            |
|       | Томас Флоршюц, Марк Кюне       | Германия  | + 0.22             |
|       | Стивен Холкомб, Курт Томасевич | США       | + 0.40             |

#### Соревнование четвёрок
| Место | Спортсмены                                                     | Страна   | Итоговый результат |
| ----- | -------------------------------------------------------------- | -------- | ------------------ |
|       | Стивен Холкомб, Курт Томасевич, Джастин Олсен, Стив Меслер     | США      | 3:36.61            |
|       | Андре Ланге, Мартин Путце, Кевин Куске, Александер Рёдигер     | Германия | + 0.97             |
|       | Янис Мининс, Даумант Дрейшкенс, Оскар Мелбардис, Интарс Дамбис | Латвия   | + 1.00             |

### Женщины

#### Соревнование двоек
| Место | Спортсмены                     | Страна         | Итоговый результат |
| ----- | ------------------------------ | -------------- | ------------------ |
|       | Николь Миникьелло, Гиллиан Кук | Великобритания | 3:48.22            |
|       | Шона Робок, Элана Майерс       | США            | + 0.38             |
|       | Катлин Мартини, Янине Тишер    | Германия       | + 0.62             |

## Скелетон

### Соревнования у мужчин
| Место | Спортсмен           | Страна         | Время попытки     | Место по итогам попытки | Итоговый результат |
| ----- | ------------------- | -------------- | ----------------- | ----------------------- | ------------------ |
|       | Грегор Штели        | Швейцария      | 56.16 55.33 55.09 | (1) (5) (3)             | 2:46.58            |
|       | Адам Пенгилли       | Великобритания | 56.92 55.23 54.78 | (15) (2) (1)            | 2:46.93 +0.35      |
|       | Александр Третьяков | Россия         | 56.25 55.23 55.61 | (3) (2) (13)            | 2:47.09 +0.51      |

### Соревнования у женщин
| Место | Спортсмен        | Страна         | Время попытки           | Место по итогам попытки | Итоговый результат |
| ----- | ---------------- | -------------- | ----------------------- | ----------------------- | ------------------ |
|       | Марион Тес       | Германия       | 55.45 56.84 57.21 58.47 | (1) (12)                | 3:47.97            |
|       | Эми Уильямс      | Великобритания | 55.77 57.17 57.59 58.03 | (3) (9) (3)             | 3:48.56 +0.59      |
|       | Керстин Шимковяк | Германия       | 56.17 56.90 57.28 58.26 | (10) (2) (6)            | 3:48.61 +0.64      |

## Смешанные команды
| Место | Спортсмены                                                                                  | Страна    | Итоговый результат |
| ----- | ------------------------------------------------------------------------------------------- | --------- | ------------------ |
|       | Франк Роммель, Сандра Кириасис, Патриция Полифка, Марион Тес, Томас Флоршюц, Андреас Баруха | Германия  | 3:45.41            |
|       | Грегор Штели, Сабина Хафнер, Аннегрет Дитрих, Майя Педерсен-Бьери, Иво Рюэгг, Седрик Гран   | Швейцария | + 0.24             |
|       | Эрик Бернотас, Шона Робок, Валери Флеминг, Кэти Юлендер, Стивен Холкомб, Джастин Олсен      | США       | + 0.25             |

## Медальный зачёт
| Место | Страна         | Золото | Серебро | Бронза | Всего |
| ----- | -------------- | ------ | ------- | ------ | ----- |
| 1     | Германия       | 2      | 2       | 2      | 6     |
| 2     | Швейцария      | 2      | 1       | 0      | 3     |
| 3     | Великобритания | 1      | 2       | 0      | 3     |
| 4     | США            | 1      | 1       | 2      | 4     |
| 5     | Латвия         | 0      | 0       | 1      | 1     |
| 5     | Россия         | 0      | 0       | 1      | 1     |